# Derkacze (Ochoża)
Derkacze – część wsi Ochoża w Polsce położona w województwie lubelskim, w powiecie chełmskim, w gminie Wierzbica.
W latach 1975–1998 Derkacze położone były w województwie chełmskim.